# Éléonore Duplay
Éléonore Duplay, detta Cornélie (Parigi, 1768 – Parigi, 26 luglio 1832), è stata la figlia di Maurice Duplay e di Françoise-Éléonore Vaugeois, che accolsero nella loro casa Maximilien de Robespierre dal 1791 alla sua morte nel 1794.

## Biografia
Si sanno poche cose su di lei: il carattere fiero è testimoniato dal soprannome di Cornelia, che richiama la madre dei Gracchi. Studiò pittura ma, per quanto dotata di un certo talento, non volle dedicarsi professionalmente a quest'arte.
Si dice che Éléonore sarebbe stata la fidanzata di Robespierre. In proposito, si hanno diverse opinioni: secondo la sorella Élisabeth, ella fu promessa all'Incorruttibile, che di lei avrebbe detto: «Anima virile, saprebbe morire come sa amare». Un membro del tribunale rivoluzionario, Joachim Vilate, sostenne che Éléonore era l'amante di Robespierre, affermazione contestata dal medico Joseph Souberbielle che frequentava spesso casa Duplay, il quale la definisce una vera e propria calunnia: «Essi si amavano molto, il loro matrimonio era stato deciso ma tra di loro non successe nulla che potesse far arrossire una vergine. Robespierre evitava, anzi impediva le conversazioni troppo libere. I suoi costumi erano puri».
Invece il convenzionale Monnel, nelle sue Memorie di un prete regicida, afferma che Éléonore e Robespierre erano segretamente sposati, e il loro matrimonio era stato organizzato da Saint-Just. Al contrario, la sorella Charlotte de Robespierre scrive che Maximilien, «sommerso di lavoro com'era, interamente assorbito dalle sue funzioni di membro del Comitato di salute pubblica, poteva forse occuparsi di amori e di matrimoni?». E aggiunge che «per Éleonore non provava nulla: me lo ha detto più volte. Le assillanti richieste della famiglia, più che fargliela amare, servivano ad allontanarlo da lei».
Uno dei suoi avversari alla Convenzione nazionale, Merlin de Thionville, sostiene causticamente che «è falso che egli abbia avuto l'onore di amare una donna, al contrario, egli le faceva l'onore di odiarlo» e Jules Michelet, nella sua Storia della Rivoluzione francese, rincara la dose: «A Robespierre, non ci sarebbe stato modo di dargli un'amante». 
Éléonore Duplay fu arrestata alla caduta di Robespierre ma fu presto rimessa in libertà. Anche i genitori furono arrestati. La madre si uccise in carcere. Ella andò allora a rinchiudersi volontariamente in prigione per potervi assistere la sorella Élisabeth, che aveva sposato nel 1793 un amico di Robespierre, Philippe Le Bas (suicida il 28 luglio) e che era stata incarcerata con il figlio di sei settimane. A questo proposito, la sorella così si esprime nelle sue Memorie, rivolgendosi a Éléonore: «Non ti dimenticherò mai, perché senza di te non ce l'avrei fatta; il tuo coraggio ha rianimato le mie forze e mi ha insegnato che avevo un grande compito, perché avevo un figlio e dovevo vivere per lui».
Éléonore Duplay non si sposerà mai e dopo la morte dell'Incorruttibile verrà chiamata "la vedova Robespierre". Morì a 64 anni e fu sepolta nel cimitero di Père-Lachaise.